# Two Tricky
I Two Tricky sono stati un duo musicale islandese attivo dal 2000 al 2003 e formato da Kristján Gíslason e Gunnar Ólason.
Hanno rappresentato l'Islanda all'Eurovision Song Contest 2001 con il brano Angel.

## Carriera
Il 17 febbraio 2001 i Two Tricky hanno partecipato a Söngvakeppni Sjónvarpsins, la selezione islandese per l'Eurovision, cantando il loro inedito Birta e venendo incoronati vincitori dal televoto, con più del doppio dei voti rispetto al secondo classificato.
All'Eurovision Song Contest 2001, che si è tenuto il successivo 12 maggio a Copenaghen, hanno cantato una versione in inglese del loro brano intitolata Angel e si sono piazzati all'ultimo posto a pari merito con la Norvegia su 23 partecipanti, con 3 punti totalizzati.
Gunnar Ólason ha rappresentato nuovamente il suo paese all'Eurovision Song Contest 2010 come parte dei Sigurjón's Friends.

## Discografia

### Singoli
- 2001 – Angel